# Xylotumulus gibbisporus
Xylotumulus gibbisporus är en svampart som beskrevs av J.D. Rogers, Y.M. Ju & Hemmes 2006. Xylotumulus gibbisporus ingår i släktet Xylotumulus och familjen kolkärnsvampar.   Inga underarter finns listade i Catalogue of Life.